# Теривил (Конектикат)
Теривил (енгл. Terryville) насељено је место без административног статуса у америчкој савезној држави Конектикат.

## Демографија
По попису из 2010. године број становника је 5.387, што је 27 (0,5%) становника више него 2000. године.
| Група             | 2000.         | 2010.         |
| Белци             | 5.163 (96,3%) | 5.009 (93,0%) |
| Афроамериканци    | 46 (0,9%)     | 46 (0,9%)     |
| Азијати           | 22 (0,4%)     | 61 (1,1%)     |
| Хиспаноамериканци | 63 (1,2%)     | 181 (3,4%)    |
| Укупно            | 5.360         | 5.387         |